# Aiuruoca
Aiuruoca är en kommun i Brasilien.   Den ligger i delstaten Minas Gerais, i den sydöstra delen av landet, 800 km sydost om huvudstaden Brasília. Antalet invånare är 6 173.
Omgivningarna runt Aiuruoca är huvudsakligen savann. Runt Aiuruoca är det glesbefolkat, med 12 invånare per kvadratkilometer.